# 스튜 앨버트

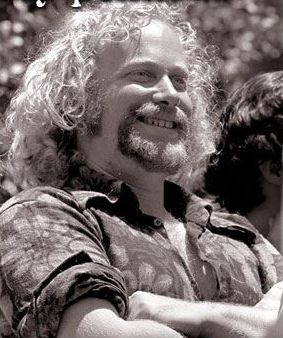

스튜 앨버트(Stewart Edward "Stew" Albert, 1939년 12월 4일 ~ 2006년 1월 30일)는 미국 출신의 아나키스트, 정치 활동가, 반전 운동가, 신좌파 활동가이다.
1939년 12월 4일 뉴욕주 브룩클린의 Sheepshead Bay에서 태어났다.
1968년 다른 조직원들과 함께 청년국제당 창설에 함께했으며 이피 당원으로서 적극적인 활동을 했다. Pigasus 캠페인에도 관여하기도 했다. 베트남 전쟁에 반대하는 반전 운동가 활동을 하기도 했다. 샌프란시스코 베이 에어리어를 중심으로 활동했다. 시카고 7인의 주요한 지원자 중 한 사람이었다.
2006년 1월 30일 오리건주 포틀랜드에서 간암으로 사망했다.
영화 <이 영화를 훔쳐라!>에서는 도널 로그가 스튜 앨버트 역을 맡아 연기했다.